# Vozmezdie (film 1967)
Vozmezdie (Возмездие) è un film del 1967 diretto da Aleksandr Borisovič Stoller.